# Шульга, Вероника Михайловна
Вероника Михайловна Шульга (укр. Вероніка Михайлівна Шульга; 27 апреля 1981) — украинская футболистка, вратарь. Выступала за сборную Украины.

## Биография
Начала заниматься футболом в команде «Легенда» (Чернигов) в 13-летнем возрасте в 1994 году, одним из первых тренеров был Сергей Умен. С 1998 года выступала в России за клубы «Энергия» (Воронеж), «Рязань-ВДВ», «Лада» (Тольятти), «Энергетик-КМВ» (Кисловодск), «ЦСК ВВС» (Самара). Сезон 2005 года провела на Украине в команде «Арсенал» (Харьков).
С 2006 года снова играла в России в командах «Спартак» (Москва), «Надежда» (Ногинск), «Измайлово» и снова за «Рязань-ВДВ» и воронежскую «Энергию». В составе рязанского клуба стала чемпионкой России 2013 года и обладательницей Кубка России 2014 года.
С 2016 года играет за «Жилстрой-1» (Харьков). Становилась чемпионкой Украины (2017/18), серебряным призёром (2016, 2017), обладательницей Кубка Украины (2016, 2018).
Выступала за национальную сборную Украины, дебютировала в её составе в 16-летнем возрасте.